# Heliophobus marginosa
Heliophobus marginosa är en fjärilsart som beskrevs av Adrian Hardy Haworth 1803. Heliophobus marginosa ingår i släktet Heliophobus och familjen nattflyn. Inga underarter finns listade i Catalogue of Life.